# Nemesio Raúl Roys
Nemesio Raúl Roys Garzón (Riohacha, 1976) es un ingeniero y político colombiano, que se desempeñó como Gobernador de La Guajira. 

## Biografía
Nació en Riohacha, capital de La Guajira, hijo de Raúl Roys, capo de la bonanza marimbera, y de Carmen Garzón, dos veces alcaldesa de Riohacha. Roys perdió su padre a los 5 años, quien tenía 33 años. Estudió Ingeniería Industrial en la Pontificia Universidad Javeriana, además de poseer un Magíster en Administración Pública y Gobierno de la Universidad de Harvard, un Magíster en Administración de Empresas en la Universidad de Oxford. También estudió un posgrado en Administración de Empresas en la Universidad de Berkeley.
En el sector público ha trabajado para la Dirección de Turismo de La Guajira y para el programa anticorrupción de la Presidencia de Colombia. En el sector privado ha trabajado para empresas Condimentos El Rey, Cemex y Santa Fe Corporation. En las elecciones regionales de Colombia de 2015 fue candidato a la Alcaldía de Riohacha por el movimiento Nueva Guajira, con los avales del Partido Conservador y el Partido de la U; sin embargo, quedó en tercer puesto, con el 20% de los votos, después de Fabio Velásquez, quien posteriormente sería destituido, y obtuvo el 51% de los votos.
Entre 2016 y 2017 de desempeñó como Subdirector General y entre abril de 2017 y agosto de 2018 fue Director Nacional del Departamento Administrativo de Prosperidad Social, en la administración de Juan Manuel Santos.
En las elecciones regionales de Colombia de 2019,  fue candidato del Partido Conservador a la Gobernación de La Guajira, además contando con el apoyo del Partido de la U, Colombia Renaciente y el Partido Cambio Radical, bajo la coalición "Un cambio por La Guajira". En la campaña demás contó con el apoyo en su aspiración a la gobernación, de Hamilton García, candidato a la Alcaldía de Fonseca y sobrino de Marcos ‘Marquitos‘ Figueroa, el del candidato a Alcalde de Hatonuevo Luis Arturo Palmezano, quien resultó victorioso, el de la líder política Francisca Sierra y del expresidente de la Cámara de Representantes Alfredo Deluque. En la campaña también fue acusado de doble militancia, si bien el Consejo Nacional Electoral desestimó la denuncia.
Resultó elegido con 140.712 votos, equivalentes al 46,60% del total. En segundo lugar quedó Delay Magdaniel Hernández con 78.586 votos, seguido de Jorge Eduardo Pérez, con 52.809 votos, Fabián Fragozo con 4.838 votos, Luis Fernando Guerrero con 4.417 votos y en el último lugar Armando Pérez Araujo con 3.771 votos. Su principal promesa de campaña fue el combate de la corrupción.
En enero de 2021 la Procuraduría volvió a solicitar su destitución por supuesta doble militancia, ya que habría apoyado a un candidato del Partido Liberal a la Alcaldía de Uribia cuando el Partido Conservador tenía candidato propio. Finalmente, el 1 de julio del mismo año, la Sección Quinta del Consejo de Estado lo destituyó del cargo por doble militancia; sin embargo, ocupó en el cargo hasta el 18 de agosto, cuando se le comunicó la decisión. En el cargo lo reemplazó provisionalmente el Secretario de Gobierno, Jairo Aguilar Deluque. Finalmente, el 24 de agosto, cuando el presidente Iván Duque Márquez designó al Secretario de Apoyo a la Gestión, José Jaime Vega Vence, como Gobernador Encargado.
El 9 de septiembre del mismo año, la Sección Segunda, Sala Plena Contenciosa Administrativa, del Consejo de Estado, anuló el fallo que anulaba la elección de Roys, lo que le permitió regresar al cargo formalmente el 20 de septiembre. Sin embargo, el 21 de julio de 2022, la Corte Constitucional volvió a dejar en firme el fallo que lo destituía por doble militancia; dejó el cargo el 25 de julio del mismo mes, siendo reemplazado de nuevo provisionalmente por Jairo Aguilar Deluque hasta la designación de José Jaime Vega, de nuevo, como Gobernador Encargado por el presidente Iván Duque Márquez.